# 둔기천 (울산)
둔기천(屯基川)은 울산광역시 울주군 삼동면 작동리의 채안골저수지에서 발원하여 채안골천을 거쳐 북류하다가 문수천과 합류하여 서류, 출강천과 합류하여 북류하다가 대암호를 거쳐, 울산광역시 울주군 언양읍의 태화강으로 흘러드는 강이다. 지류로는 채안골천, 문수천, 출강천, 보은천 등이 있다.2005년 2월 13일 부산지방국토관리청이 둔기천 개.보수 공사를 추진하고 있으나 주민들이 토지의 헐값 매입에 반대하고 있었다.